# Conțești (Teleorman)
Conţeşti é uma comuna romena localizada no distrito de Teleorman, na região de Muntênia. A comuna possui uma área de 46.49 km² e sua população era de 3650 habitantes segundo o censo de 2007.